# Diócesis de Caldas
La diócesis de Caldas (en latín: Dioecesis Caldensis) es una circunscripción eclesiástica de la Iglesia católica en Colombia. Se trata de una diócesis latina, sufragánea de la arquidiócesis de Medellín. Desde el 15 de octubre de 2022 su obispo es Juan Fernando Franco Sánchez.

## Territorio y organización
La diócesis tiene 1415 km² y extiende su jurisdicción sobre los fieles católicos de rito latino residentes en 12 municipios del departamento de Antioquia: Amagá, Angelópolis, Armenia, Caldas, Fredonia, Heliconia, La Pintada, Montebello, Santa Bárbara, Titiribí, Venecia y el corregimiento de La Tablaza en el municipio de La Estrella.
La diócesis está situada en el llamado "Suroeste cercano" del departamento de Antioquia, denominado así por su proximidad a Medellín y localizados sobre la margen derecha del río Cauca. Limita al norte con la arquidiócesis de Medellín, al suroriente con la diócesis de Sonsón-Rionegro, al suroccidente con la diócesis de Jericó y al noroccidente con la arquidiócesis de Santa Fe de Antioquia.
La sede de la diócesis se encuentra en la ciudad de Caldas, en donde se halla la Catedral de Nuestra Señora de las Mercedes.
En 2021 en la diócesis existían 27 parroquias agrupadas en 5 vicarías.
- Catedral Nuestra Señora de las Mercedes, en Caldas
- Parroquia La Transfiguración del Señor
- Parroquia La Inmaculada Concepción
- Parroquia La Sagrada Familia
- Parroquia San José de la Montaña
- Parroquia La Santísima Trinidad
- Parroquia Santa Laura Montoya
- Parroquia Santa Ana, en Fredonia
- Parroquia Santa María Magdalena, en La Mina
- Parroquia Nuestra Señora de los Dolores, en Marsella
- Parroquia Santuario San José, en Venecia
- Parroquia San Luis Gonzaga, en Bolombolo
- Parroquia Nuestra Señora de los Dolores, en Titiribi
- Centro de Culto y Evangelización, en La Albania
- Parroquia San Fernando Rey, en Amagá
- Parroquia Jesús Nazareno, en Camilo C
- Parroquia San Francisco de Sales, en Minas de Amagá
- Parroquia Los Santos Angeles Custodios, en Angelópolis
- Parroquia San Antonio de Padua, en Armenia
- Parroquia San Rafael Arcángel, en Heliconia
- Parroquia Nuestra Señora del Perpetuo Socorro - Pueblito
- Parroquia Nuestra Señora de Las Mercedes - Montebello
- Parroquia Santa Bárbara
- Parroquia San Roque, en Versalles
- Parroquia Santa Ana, en Damasco
- Parroquia Santa Cecilia, en La Pintada
- Parroquia Santa Isabel de Hungría, en La Tablaza
- Parroquia María Estrella de la Nueva Evangelización, en La Tablaza

Vicarias
- San Fernando Rey, en Amagá
- Santa Ana, en Fredonia
- Santa Bárbara
- San Antonio de Padua, en Armenia
- Nuestra Señora de las Mercedes (Caldas
- Santa Isabel de Hungría, en La Tablaza

## Historia
La diócesis fue erigida el 18 de junio de 1988 mediante la bula Omnium Ecclesiarum del papa Juan Pablo II, obteniendo el territorio de la arquidiócesis de Medellín.
Como primer obispo se nombró a Germán García Isaza, hasta ese momento prefecto apostólico en Tierradentro (Cauca), quien tomó posesión de la diócesis el 14 de agosto de 1988.
En febrero de 1989 comenzó labores el Seminario Mayor de La Santa Cruz con 11 teólogos.
En el año 2001 García Isaza fue nombrado obispo de la diócesis de Apartadó. Se nombró como administrador apostólico de Caldas a Gonzalo Rivera Gómez, quien por espacio de nueve meses, administró la diócesis. 
El 6 de diciembre de 2002 fue elegido obispo de la diócesis de Caldas José Soleibe Arbeláez, quien hasta ese momento era obispo auxiliar de la arquidiócesis de Cali; y en enero de 2003 tomó posesión de la sede en ceremonia presidida por el nuncio apostólico Beniamino Stella, en compañía de otros obispos de diócesis vecinas.
El 28 de enero de 2015 fue elegido obispo de la diócesis de Caldas César Alcides Balbín Tamayo, quien era párroco en una parroquia perteneciente a la diócesis de Santa Rosa de Osos; y en marzo de 2015 tomó posesión de la diócesis de Caldas. Balbín Tamayo fue nombrado nuevo obispo de Cartago el 18 de octubre de 2021, tomando posesión el 9 de diciembre de ese mismo año; desde el 16 de diciembre de 2021 hasta octubre de 2022 fue elegido como administrador diocesano el pbro. Juan Fernando Franco Sánchez, quien el 15 de octubre fue elegido por el papa Francisco como nuevo obispo de la diócesis de Caldas.

## Estadísticas
Según el Anuario Pontificio 2022 la diócesis tenía a fines de 2021 un total de 257 275 fieles bautizados.
| Año                                                                             | Población            | Población | Población      | Sacerdotes | Sacerdotes    | Sacerdotes    | Bautizados por sacerdote | Diáconos permanentes | Religiosos | Religiosos | Parroquias |
| Año                                                                             | Bautizados católicos | Total     | % de católicos | Total      | Clero secular | Clero regular | Bautizados por sacerdote | Diáconos permanentes | Varones    | Mujeres    | Parroquias |
| ------------------------------------------------------------------------------- | -------------------- | --------- | -------------- | ---------- | ------------- | ------------- | ------------------------ | -------------------- | ---------- | ---------- | ---------- |
| 1990                                                                            | 171 000              | 174 000   | 98.3           | 30         | 30            |               | 5700                     |                      |            | 54         | 20         |
| 1999                                                                            | 204 727              | 205 421   | 99.7           | 46         | 46            |               | 4450                     |                      |            | 63         | 23         |
| 2000                                                                            | 207 520              | 208 752   | 99.4           | 47         | 47            |               | 4415                     |                      |            | 94         | 23         |
| 2001                                                                            | 200 450              | 212 040   | 94.5           | 53         | 53            |               | 3782                     |                      |            | 94         | 23         |
| 2002                                                                            | 205 300              | 216 745   | 94.7           | 55         | 55            |               | 3732                     |                      |            | 97         | 23         |
| 2003                                                                            | 210 300              | 220 300   | 95.5           | 57         | 57            |               | 3689                     |                      |            | 97         | 26         |
| 2004                                                                            | 211 400              | 222 400   | 95.1           | 50         | 50            |               | 4228                     | 1                    |            | 79         | 26         |
| 2006                                                                            | 227 000              | 237 000   | 95.8           | 60         | 60            |               | 3783                     |                      |            | 91         | 26         |
| 2016                                                                            | 250 529              | 256 355   | 97.7           | 60         | 60            |               | 4175                     |                      |            | 51         | 27         |
| 2019                                                                            | 256 120              | 262 554   | 97.5           | 74         | 74            |               | 3461                     |                      |            | 69         | 27         |
| 2021                                                                            | 257 275              | 263 719   | 97.6           | 74         | 74            |               | 3476                     |                      |            | 52         | 27         |
| Fuente: Catholic-Hierarchy, que a su vez toma los datos del Anuario Pontificio. |                      |           |                |            |               |               |                          |                      |            |            |            |

## Episcopologio
- Germán García Isaza, C.M. † (18 de junio de 1988-1 de marzo de 2002 nombrado obispo de Apartadó)
- José Soleibe Arbeláez (6 de diciembre de 2002-28 de enero de 2015 retirado)
- César Alcides Balbín Tamayo (28 de enero de 2015-18 de octubre de 2021 nombrado obispo de Cartago)
- Juan Fernando Franco Sánchez, desde el 15 de octubre de 2022[nota 1]